# Leandro del Santísimo Sacramento
Leandro del Santísimo Sacramento (Villafranca, Navarra, España, enero de 1592-Alcalá de Henares, Madrid, 30 de agosto de 1663). Fue religioso trinitario descalzo español, Ministro Provincial de la Provincia del Espíritu Santo y Ministro General de la Orden de la Santísima Trinidad.

## Biografía

### Nacimiento y primeros años como trinitario
Nació en enero de 1592 en Villafranca de Navarra, hijo de Marco Galdiano e Inés de Pablo, y ya desde pequeño destacó por su vida de piedad y oración. Erigía altares, estudiaba la doctrina cristiana y frecuentaba los sacramentos. Estudió Letras y Gramática latina desde muy joven, porque afirmaba querer ser sacerdote. El contacto con el convento trinitario descalzo de Pamplona, ciudad donde fue a estudiar Artes, le contagió el entusiasmo por la Redención, y en él tomó el hábito trinitario el 27 de febrero de 1611. Su Maestro de Novicios fue fr. Onofre de Santo Tomás, que siempre habló de Fr. Leandro como un novicio ejemplar y un religioso de gran piedad. Cuando lo recibió de novicio fr. Onofre dejó escrito: "Hijo, la Santísima Trinidad te llama con vocación verdadera, para que le sirvas en esta religión escogida; no pierdas tiempo, antes bien, mantente forme, porque has de experimentar muchas dificultades y contradicciones al abrazar un estado que tanto te conviene". Una vez emitida la profesión religiosa fue destinado a Salamanca para realizar estudios de Filosofía y Teología. En su nuevo destino mantuvo la sencillez de vida, que le valió el ser conocido por su humildad y dedicación al estudio y a la oración. Apenas terminados los estudios fue nombrado Lector de Filosofía y Teología, y en seguida también Maestro de los novicios franceses en Roma, a donde llegó el 24 de marzo de 1624.
En Roma su fama de hombre de oración y gran teólogo llegó a oídos de los cardenales Bandini, Protector de la Orden, y Barberini, que lo nombraron su teólogo personal. El papa Urbano VIII lo recibió en audiencia y le concedió licencia para administrar in urbe et orbe el sacramento de la Penitencia, con estas palabras: "Ve, hijo mío, y trabaja en mi viña, que daréis buena cuenta de ella; y no dudéis que Nos, como padre de familia, os tendremos siempre en nuestra memoria." Durante cinco años fue Maestro de los novicios franceses en Roma, les enseñó los principios elementales de la lengua latina, filosofía y teología. En 1629 regresó a España, a Alcalá de Henares, donde se dedicó a la enseñanza de la teología.

### Definidor, Ministro Provincial y Ministro General
En el Capítulo General celebrado en Madrid el año 1632 fue elegido Definidor General y posteriormente Ministro de la Casa de Alcalá de Henares. En el Capítulo General Intermedio celebrado el 14 de mayo de 1644 fue elegido Ministro Provincial de la Provincia del Espíritu Santo. Destacó en todos los oficios por su celo observante y su cuidado paternal, desde la bondad y la caridad hacia sus súbditos. Se cuenta en las crónicas que dos religiosos tenían constantes rencillas a causa de la envidia y la competitividad, cuando fr. Leandro les habló y corrigió con amabilidad y esto provocó que se arrojaran con lágrimas a sus pies. 
En el Capítulo General celebrado el 13 de mayo de 1656 fue elegido Ministro General de la Orden de Descalzos de la Santísima Trinidad. Como tal fue venerado por su virtud en el gobierno. Una vez terminado su mandato se retiró de nuevo a Alcalá de Henares, con la intención de seguir enseñando Filosofía y Teología Moral, y de completar su gran obra, Quaestiones morales teologicae in septem Ecclesiae Sacramenta, pero le sorprendió la enfermedad y posteriormente la muerte el 30 de agosto de 1663, a la edad de 72 años. La Misa de Exequias fue muy solemne, con la presencia de todos los profesores de la Universidad de Alcalá de Henares y la predicación de su discípulo y amigo fr. Antonio del Espíritu Santo.

## Escritos
- Expositio Regulae primitivae fratrum Doscalceatorum Ordinis Sanctissimae Trinitatis, Redemptionis Captivorum, ex utroque jure deprompta, Madrid, 1635.
- Quaestiones morales teologicae in septem Ecclesiae Sacramenta. En 8 tomos: 1º y 2º en Alcalá de Henares 1642; 3º en Madrid 1649; 4º y 5º en Lyon 1655 y 1657; 6º, 7º y 8º en Lugduni 1678.
- Brevis introductio ad Aristotelis Logicam Mss en Archivo de San Carlino, Roma (Ms 190)
- Commentaria in coto libros Physicorum Aristotelis, Mss en Archivo de San Carlino, Roma (Ms 191)